# Eritrichium jacuticum
Eritrichium jacuticum är en strävbladig växtart som beskrevs av Mikhail Grigoríevič Popov. Eritrichium jacuticum ingår i släktet Eritrichium och familjen strävbladiga växter. Inga underarter finns listade i Catalogue of Life.